# المصلوب (الجوف)

تعديل مصدري - تعديل

المصلوب هي مدينة ومركز مديرية المصلوب بمحافظة الجوف اليمنية، بلغ تعداد سكانها 3070 نسمة حسب الإحصاء الذي أجري عام 2004.